# Кретинин, Тихон Данилович
Ти́хон Дани́лович Крети́нин (1918—1945) — старшина Рабоче-крестьянской Красной Армии, участник Великой Отечественной войны, Герой Советского Союза (1945).

## Биография
Тихон Кретинин родился в 1918 году в селе Дон-Негачевка (ныне — Хлевенский район Липецкой области). После окончания семи классов школы работал трактористом в колхозе. В 1938 году Кретинин был призван на службу в Рабоче-крестьянскую Красную Армию. С июня 1941 года — на фронтах Великой Отечественной войны. К апрелю 1945 года старшина Тихон Кретинин командовал танком взвода разведки 53-го танкового полка 69-й механизированной бригады 9-го механизированного корпуса 3-й гвардейской танковой армии 1-го Украинского фронта. Отличился во время штурма Берлина.
В ночь с 21 на 22 апреля 1945 года взвод Кретинина переправился через канал на подступах к Берлину. Ворвавшись на своём танке в расположение противника в районе посёлка Штаммлагер (ныне — в черте Цоссена), Кретинин лично уничтожил батарею зенитных орудий и большое количество солдат и офицеров противника. 22 апреля 1945 года он одним из первых ворвался в предместье Берлина Мариейфельде. Во время боёв за освобождение Праги Кретинин получил тяжёлое ранение, от которого скончался 23 мая 1945 года. Похоронен в Праге.
Указом Президиума Верховного Совета СССР от 27 июня 1945 года старшина Тихон Кретинин посмертно был удостоен высокого звания Героя Советского Союза. Также был награждён орденами Ленина, Отечественной войны 1-й и 2-й степеней, двумя орденами Красной Звезды, орденом Славы 3-й степени, рядом медалей.